# جان ابوت
سر جان جوزف کالدول ابوت (انگلیسی: Sir John Joseph Caldwell Abbott؛ زاده ۱۲ مارس ۱۸۲۱ – درگذشته ۳۰ اکتبر ۱۸۹۳) یک سیاست‌مدار اهل کانادا بود.